# Pseudacidalia fulvilinea
Pseudacidalia fulvilinea là một loài bướm đêm trong họ Noctuidae.